# 2090-es évek
Évszázadok: 20. század · 21. század · 22. század
Évtizedek: 2040-es évek · 2050-es évek · 2060-as évek · 2070-es évek · 2080-as évek · 2090-es évek · 2100-as évek · 2110-es évek · 2120-as évek · 2130-as évek · 2140-es évek
Évek: 2090 · 2091 · 2092 · 2093 · 2094 · 2095 · 2096 · 2097 · 2098 · 2099

## Események

### Elképzelt események
- A Prometheus című filmben a Földről indított űrhajó 2093-ban érkezik meg az LV-233-as bolygóra.

### Magyarországi események
- 2096-ban lesz a Pannonhalmi Bencés Főapátság alapításának 1100. évfordulója

- 2096-ban lesz a magyar honfoglalás 1200. évfordulója, vagyis a második Millecentenáriumi év.